# Ana Luisa Muñoz
Ana Luisa Muñoz García (n. Traiguén, 30 de junio de 1979) es una profesora chilena, Doctora en Cultura Educativa, Política y Sociedad. Académica de la Facultad de Educación de la Pontificia Universidad Católica de Chile, feminista autónoma, socia de la asociación Red de Investigadoras y Presidenta de la Red Chilena de Investigación en Educación Chilena (RIECH) durante el periodo 2018-2020,,.

## Biografía
Estudió en la Escuela de Niñas de la ciudad de Traiguén (Región de la Araucanía, Chile) y el Liceo C9, Lucila Godoy Alcayaga, del cual egresó en el año 1996. En 1997, entró a estudiar Pedagogía en Historia, Geografía y Educación Cívica en la Universidad de la Frontera, y en el 2004 inicio sus estudios de Magíster en Ciencias de Educación, mención Curriculum en la Pontificia Universidad Católica de Chile. Inició su trabajo de investigación a los 19 años cuando se adjudica un fondo de para investigadores jóvenes financiado por UNICEF, para desarrollar un estudio sobre prácticas pedagógicas en sectores de pobreza. 
En 2015, recibió su PhD en Cultura Educativa, Política y Sociedad de la State University of New York – Buffalo, Estados Unidos, defendiendo su tesis “Movilidad Académica: Intelectual en la academia chilena en el contexto de la economía global” 4 bajo la dirección del profesor Lois Weis.

### Carrera Académica
En 2015, regresa a Chile y comienza a trabajar en la Facultad de educación de la Universidad Andrés Bello. Desde el año 2017, es profesora asistente de la Facultad de Educación de la Pontificia Universidad Católica de Chile. Actualmente, es investigadora del Núcleo Milenio de Experiencias de Estudiantes en Educación Superior (2019-2022), editora ejecutiva de la Revista Pensamiento Educativo (PEL), editora asociada de la Revista Gender and Education, Presidenta de la Red Chilena de Investigación en Educación Chilena (RIECH) durante el periodo 2018-2020 2 y socia de la asociación Red de Investigadoras. Ha trabajo en diversas investigaciones sobre escuelas efectivas en sectores de pobreza a nivel nacional y guías prácticas para el trabajo docente en sectores de alta complejidad.
Su área de investigación se enfoca en investigación educativa y la construcción de conocimiento en la academia en el marco de las políticas de internacionalización y género destacando su investigación sobre protocolos de acoso sexual en universidades chilenas .
La Dra. Muñoz García también trabajó en un proyecto sobre estudiantes indígenas de primera generación en la Universidad (2017-2018) 7 y otro modelo de roles para grupos subrepresentados en Educación Superior (2019-2020), ambos financiados por Alumni Engagement Innovation Fund (AEIF).

### Algunas Publicaciones
1. Muñoz-García, A.L., (2019). Intellectual Endogamy in the University: The Neoliberal Regulation of Academic Work, Learning and Teaching: The International Journal of Higher Education in the Social Sciences, 12 (2), pp. 24–43
2. Muñoz-García, A.L., Bernasconi, A., Veliz, D., Queupil, J.P. (2019). La investigación en educación superior en Chile: una perspectiva sobre patrones de publicación y temas emergentes.Educational Policy Analysis Archive, 27 (6).
3. Jackson, Liz &amp; Muñoz-García, A.L., (2019). Reaction is Not Enough: Decreasing Gendered Harassment in Academic Contexts in Chile, Hong Kong, and The United States.Educational Philosophy and Theory, 69(1), pp. 17-32
4. Muñoz-Garcia, A.L. Lira, A. (2019) Teorización feminista y la interrupción del statu quo en la construcción de conocimiento en Chile. In: Carrasco, A. y Flores, L. ,Editores. De la Reforma a la Transformación: Capacidades, innovaciones y regulación de la educación chilena. Santiago: Ediciones UC; pp. 277-299.
5. Robert, S., Pitzer, H., Munoz Garcia, A.L. (2018) Neoliberalism, Gender and Education Work. 2018. Robert, S., Pitzer, H. Muñoz García, A.L., Editors. London: Routledge.